# Hirundo lucida
La golondrina de Guinea (Hirundo lucida) es una especie de ave paseriforme de la familia Hirundinidae propia del oeste de África, la cuenca del Congo y Etiopía. Posee una cola larga y bifurcada, además de alas en punta.
Anteriormente, se la consideraba una subespecie de Hirundo rustica, de apariencia similar. La golondrina de pecho rojo se diferencia apenas por su tamaño de su pariente migratoria. Además posee una banda azul en el pecho más angosta y la cola del adulto es más corta. Durante el vuelo, parece menos llamativa que H. rustica. Aunque el adulto de H. lucida se distingue razonalemente bien, los polluelos pueden ser confundidos con la otra especie, ya que estos también poseen una cola más corta. Sin embargo, las golondrinas de pecho rojo jóvenes tienen una banda más angosta en el pecho y su cola es más blanca.